# Tarmanī
Tarmanī (persiska: تَرمَنی, ترمنی) är en ort i Iran.   Den ligger i provinsen Västazarbaijan, i den nordvästra delen av landet, 600 km väster om huvudstaden Teheran. Tarmanī ligger 1 299 meter över havet och antalet invånare är 143.
Terrängen runt Tarmanī är platt söderut, men norrut är den kuperad. Runt Tarmanī är det ganska tätbefolkat, med 185 invånare per kvadratkilometer. Närmaste större samhälle är Urmia, 7,8 km väster om Tarmanī. Trakten runt Tarmanī består till största delen av jordbruksmark.